# Al fin solos (película de 1955)
Al fin solos es una comedia española dirigida por José María Elorrieta y Alejandro Perla y estrenada en el año 1955.

## Argumento
Rafael es un joven científico. El mismo día de su boda con Teresa es confundido con un inventor que ha logrado un carburante que revolucionará la industria y como consecuencia de este malentendido es perseguido por unos espías industriales para robarle la fórmula que supuestamente posee.